# Чиракова, Зохра Ахмед кызы
Зохра Ахмед кызы Чиракова (1923 — 15 июля 1976) — звеньевая колхоза имени 26 комиссаров Болнисского района Грузинской ССР. Герой Социалистического Труда (25.09.1950).

## Биография
Родилась в 1923 году в селе Кочулу Борчалинского уезда Грузинской ССР, ныне – Болнисского муниципалитета края Квемо-Картли Грузии. По национальности азербайджанка.
Получив начальное образование. Рано начала трудиться на земле. С 1936 года и в годы Великой Отечественной войны работала в полеводческой бригаде местного колхоза имени 26 комиссаров (центральная усадьба – село Кочулу) Болнисского района.
После окончания Великой Отечественной войны Зохра Чиракова возглавила комсомольско-молодёжное звено, которое ударно трудилось на табачной плантации и в 1949 году получило урожай табака сорта «Трапезонд» 36 центнеров с гектара на площади 3 гектара.
Указом Президиума Верховного Совета СССР от 25 сентября 1950 года за получение высоких урожаев табака в 1949 году Чираковой Зохре Ахмед кызы присвоено звание Героя Социалистического Труда с вручением ордена Ленина и золотой медали «Серп и Молот».
Позже она заведовала колхозной птицефермой, с 1959 года работала дояркой в том же колхозе. Неоднократная участница Выставки достижений народного хозяйства (ВДНХ).
По итогам работы в 8-й пятилетке (1966–1970) З. А. Чиракова была награждена орденом Трудового Красного Знамени.
Избиралась депутатом Верховного Совета СССР 8-го созыва (1970–1974).
Проживала в родном селе Кочулу Болнисского района (ныне – муниципалитета).
Скончалась 15 июля 1976 года. Похоронена в Кочулу Болнисский муниципалитет.

## Награды
- Золотая медаль «Серп и Молот» (25.09.1950)
- орден Ленина (25.09.1950)
- орден Трудового Красного Знамени (08.04.1971)
- Медаль «В ознаменование 100-летия со дня рождения Владимира Ильича Ленина»
- Медаль «За доблестный труд в Великой Отечественной войне 1941—1945 гг.»
- и другими